# Староміська площа (Прага)
Староміська́ пло́ща (Ста́ромнєстске намнєсті, чеськ. Staroměstské náměstí) — старовинна площа в середмісті столиці Чехії Празі — Старому Місті, багата на історико-архітектурні пам'ятки XIV—XIX століть.

## Загальний опис
Загальна площа майдану становить близько 15 тисяч м².
Площу творять культові, громадські й житлові споруди XIV—XIX століть, архітектурні стилі яких варіюються від готики до бароко, ренесансу й рококо (останній — в окремих деталях будинкових фасадів та інтер'єрах), що робить вигляд майдану неповторним і легко впізнаваним.
Староміська площа оточена або від неї відходять такі празькі вулиці й майдани: Целетна вулиця (Celetná ulice), Паризький проспект (Pařížská třída), Довгий проспект (Dlouhá třída, Длугий проспект), Тинська вулиця (Týnská ulice), Мала площа (Malé náměstí), Залізна вулиця (Železná ulice), площа Франца Кафки (Náměstí Franze Kafky).
На Староміській площі — бруківка.

## Історія

### Від початків до кінця XIXст.
Як місце формування поселення, а саме жвавий ринковий майдан місцина Староміської площі відома ще з XI століття.
У XIII столітті площу почали називати Старим ринком, а від XIV століття — Староміським Ринком. У XIV столітті на площі збудували Староміську ратушу, а 1410 року на ратушовій будівлі був встановлений астрономічний годинник — Празькі куранти.
Від 1365 року поруч з площею почали зводити Тинський храм.
У 1591 році в північній частині майдану був споруджений фонтан Кроцинова Кашна.

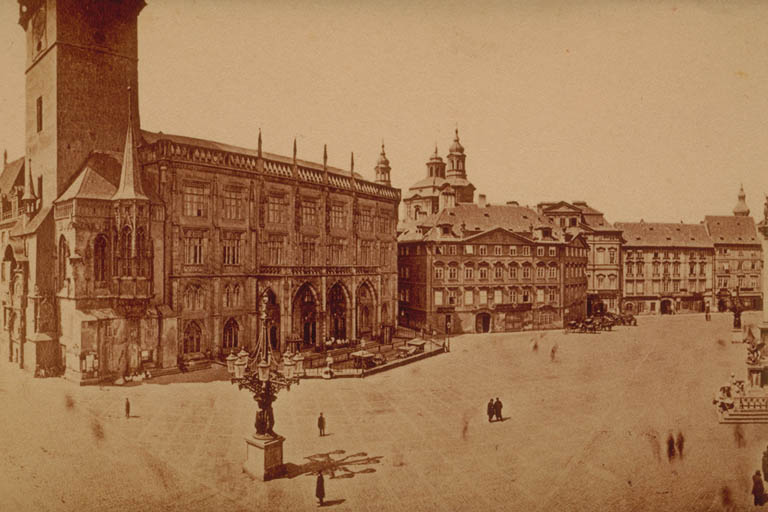
Староміська площа (1870)

1648 року Прага пережила оборону від шведського війська, і 1650 року на честь звільнення міста від загарбників тут встановили Маріанський стовп.
Майданом проходили королівські коронаційні процесії, що прямували до Празького Граду. Крім урочистостей, на площі протягом її тривалої історії вирували й заворушення, висловлювалась громадянська позиція, ставалися трагічні події. Так, у 1422 році тут відбулися сутички з приводу страти вождя празької голоти Яна Желивського (Jan Želivský), а 9 вересня 1437 року тут стратили останнього гуситського очільника Яна Рогача з наближеними. 21 червня 1621 року на Староміській площі прийняли смерть 27 учасників Ставівської непокори проти династії Габсбургів — на їх честь на тротуарі поблизу ратуші помістили 27 хрестів, із символами меча й корони з шипами.
У XVIII столітті площа декілька разів змінювала назви — Староміський плац, Великий Староміський майдан, Великий майдан.
Наприкінці XIX століття вперше за тривалий час площу заторкнули великі зміни — її було розширено за рахунок знесених будівель, також у неоготичному дусі було реконструйовано Староміську ратушу. Тоді ж на площі запустили трамвай.
Від 1895 року площа дістала свою сучасну офіційну назву — Староміська площа.

### Майдан у XX ст.— у наш час

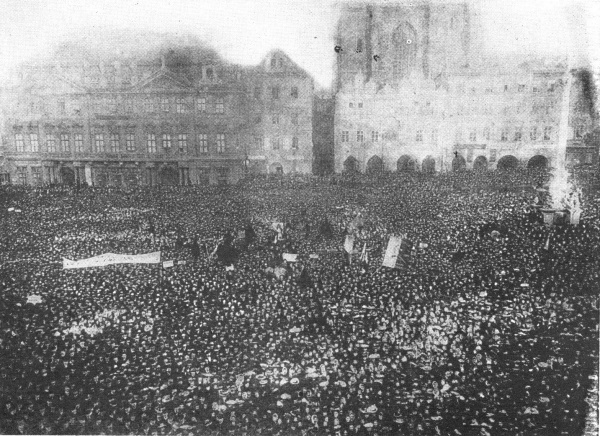
Маніфестації на площі (1905)

У 1905 році на майдані відбувалися маніфестації за розширення загальних прав — надання виборчого права загалу населення. На початку ХХ століття в рамках впорядкування міста знесли Креннув дім (чеськ. Krennův dům) перед костелом святого Миколая.
У 1915 році встановлено пам'ятник чеському національному герою Янові Гусу.
Із проголошенням незалежної Чехословаччини 28 жовтня 1918 року відбувались масові заворушення, й спонтанно знесли Марійський стовп — на його місці сьогодні міститься меморіальна дошка, а на бруківці посеред майдану зроблена спеціальна позначка — позначене місце, куди падала тінь від Маріанського стовпу опівдні сонячної днини, від цієї точки в минулому вели відлік Празького часу.
У період Другої світової війни, зокрема під час Празького повстання будівля Староміської ратуші, її новоготичне крило, було зруйноване, через що відкрилися стінки низки прилеглих будинків на площі. Тоді ж на майдані Клемент Готвальд виголосив свою відому промову «Právě jsem se vrátil z Hradu…», яка фактично ознаменувала де-факто початок правління комуністичного уряду Чехословаччини.

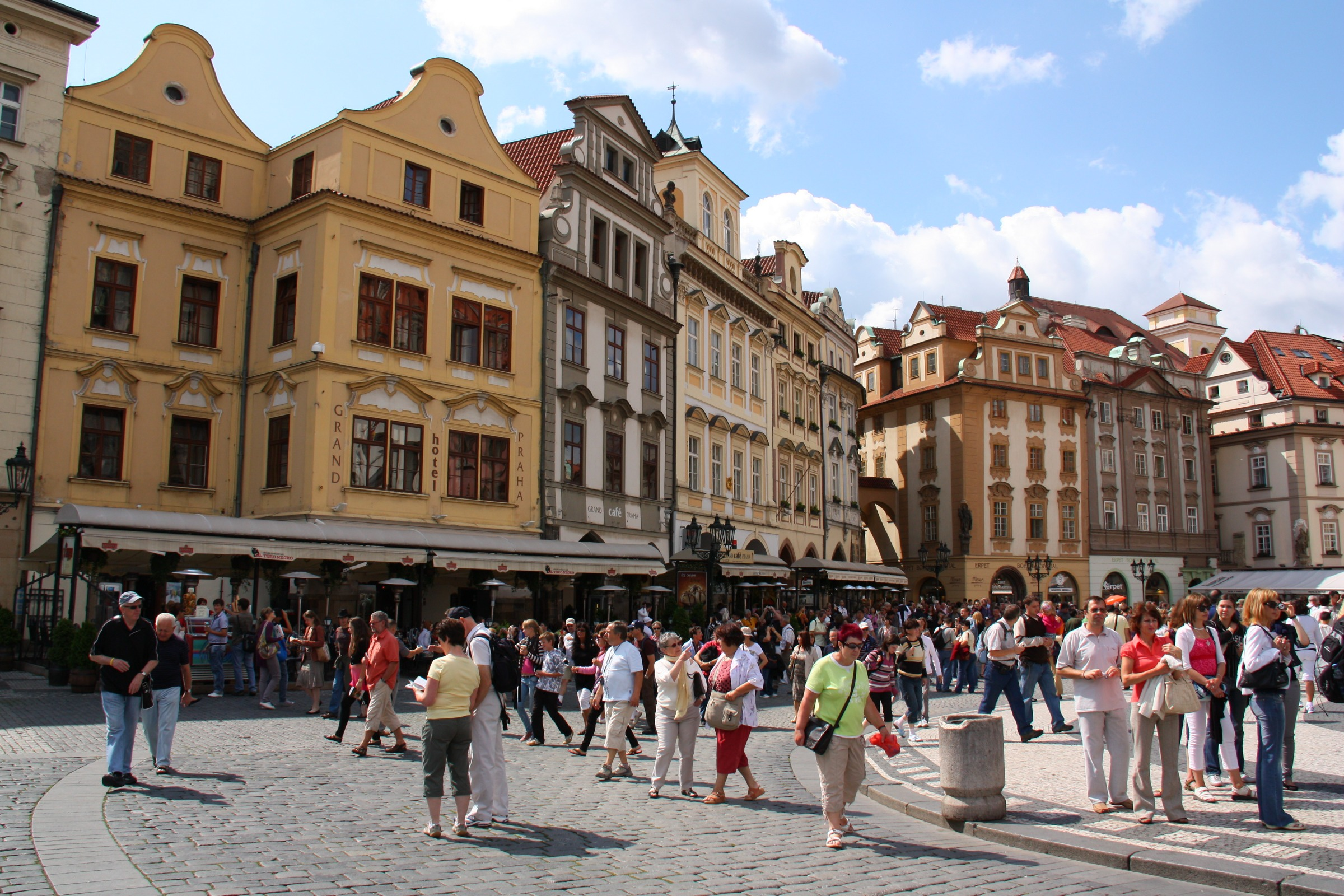
На площі завжди багато туристів (2009)

У повоєнний час постійно робилися спроби реконструкції Староміської площі та ратуші. 1966 року на майдані розібрали трамвайні колії, й вона перетворилась на пішохідну зону. Ще раніше, від 1962 року, майдан був внесений до переліку національних культурних пам'яток.
Впорядкування Староміської площі й остаточне набуття нею сучасного вигляду відбулося в ході реконструкції 1987—88 років.
2 червня 1990 року на площі було підірвано бомбу невідомого походження.
У 1990-ті Староміська площа стала одним з основних туристичних пунктів Праги, у першу чергу, завдяки астрономічному годиннику на ратушовому фасаді.

## Головні споруди
- Староміська ратуша;
- Празькі куранти (чеськ. Staroměstský orloj);
- Тинський храм (чеськ. Kostel Matky Boží před Týnem, Костел Матері Божої перед Тином);
- Тинське подвір'я або Тин (чеськ. Týnský dvůr, Ungelt, Týn);
- Меморіал Янові Гусу;
- Костел Святого Миколая (чеськ. Kostel svatého Mikuláše);
- Палац Ґольц-Кінських (чеськ. Palác Golz-Kinských);
- Будинок «У кам'яного дзвону» (чеськ. Dům U kamenného zvonu);
- Будинок «У Мінути» (чеськ. Dům U Minuty).

## Галерея

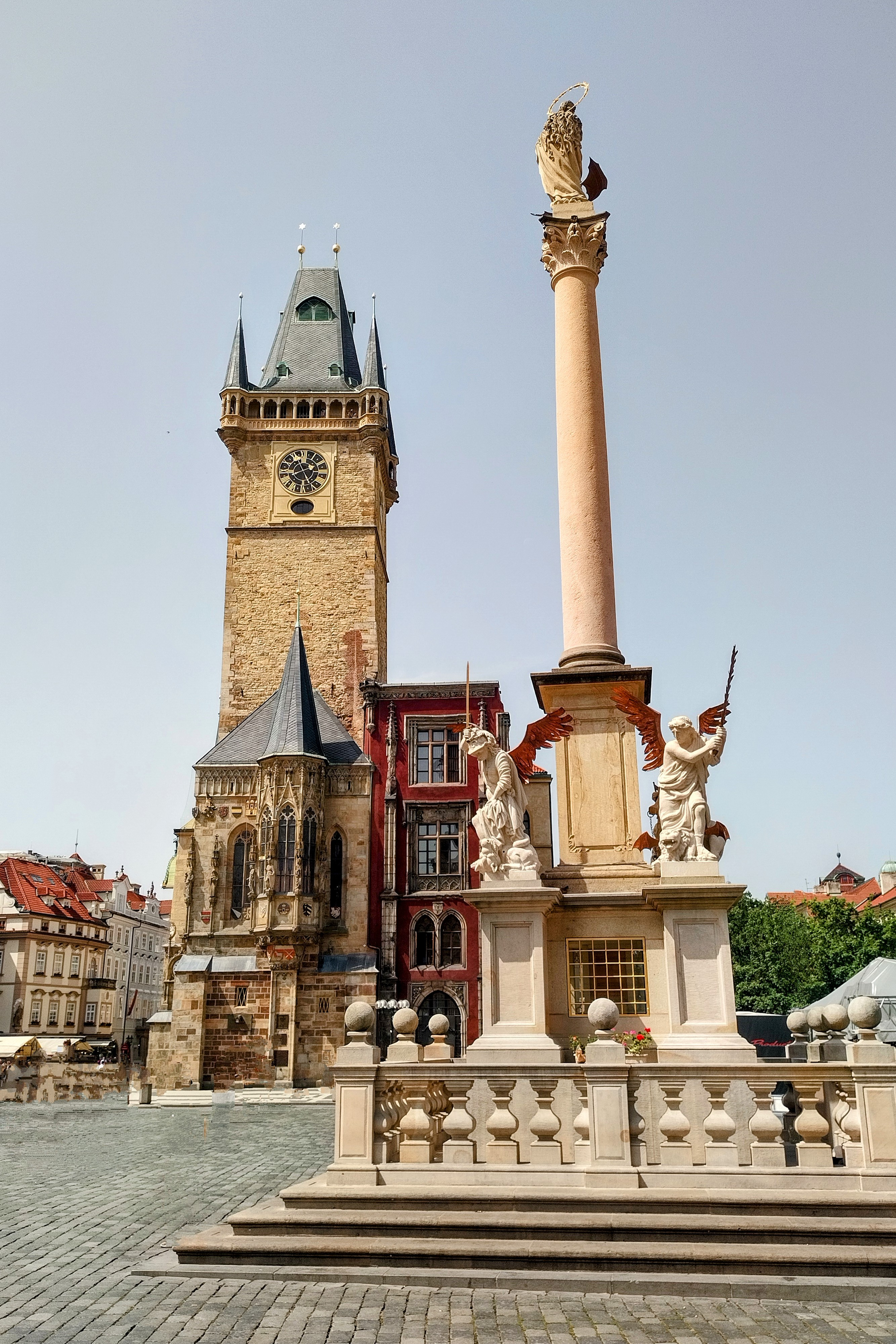
Чумний стовп
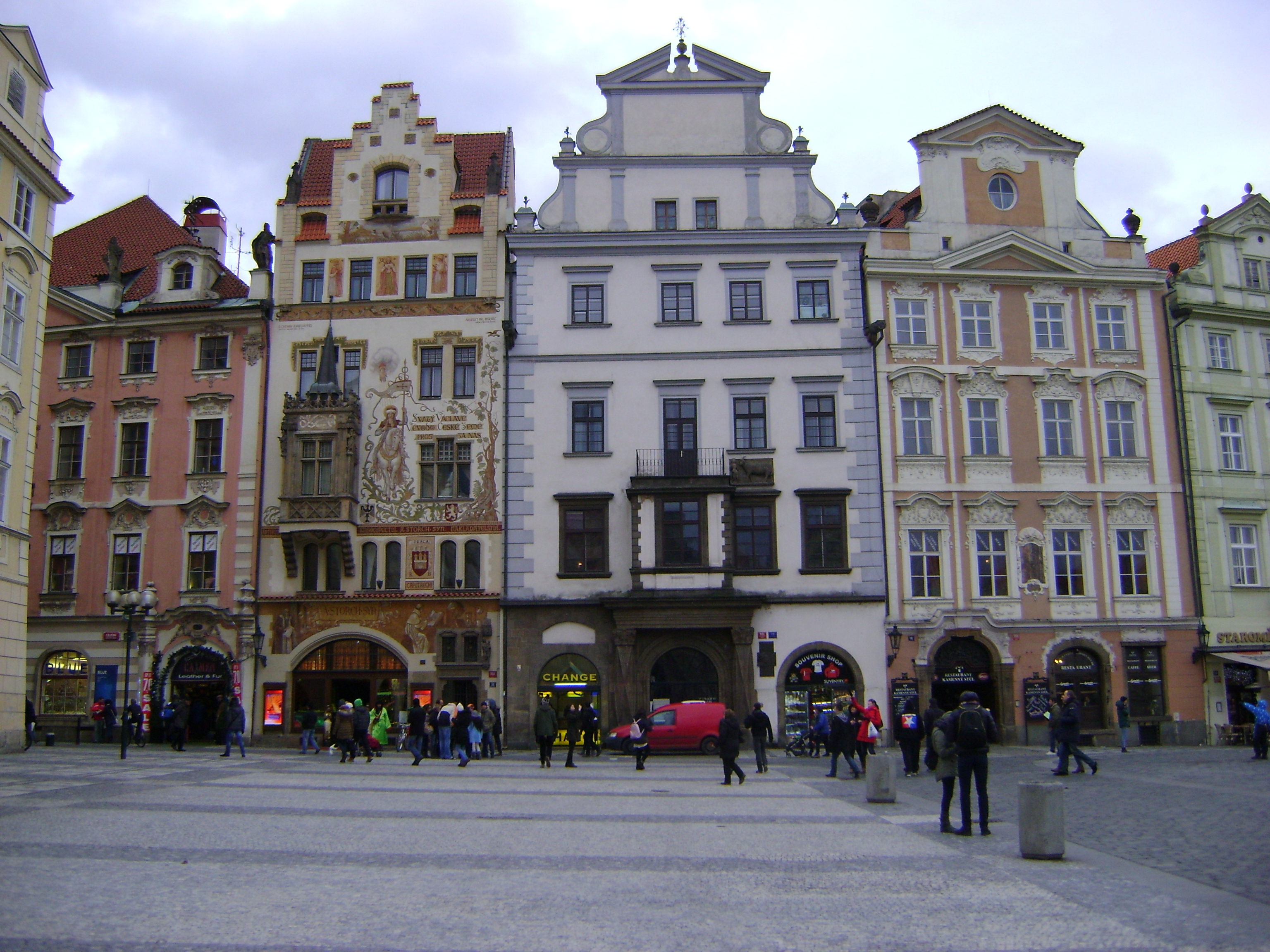
Старі будинки на площі
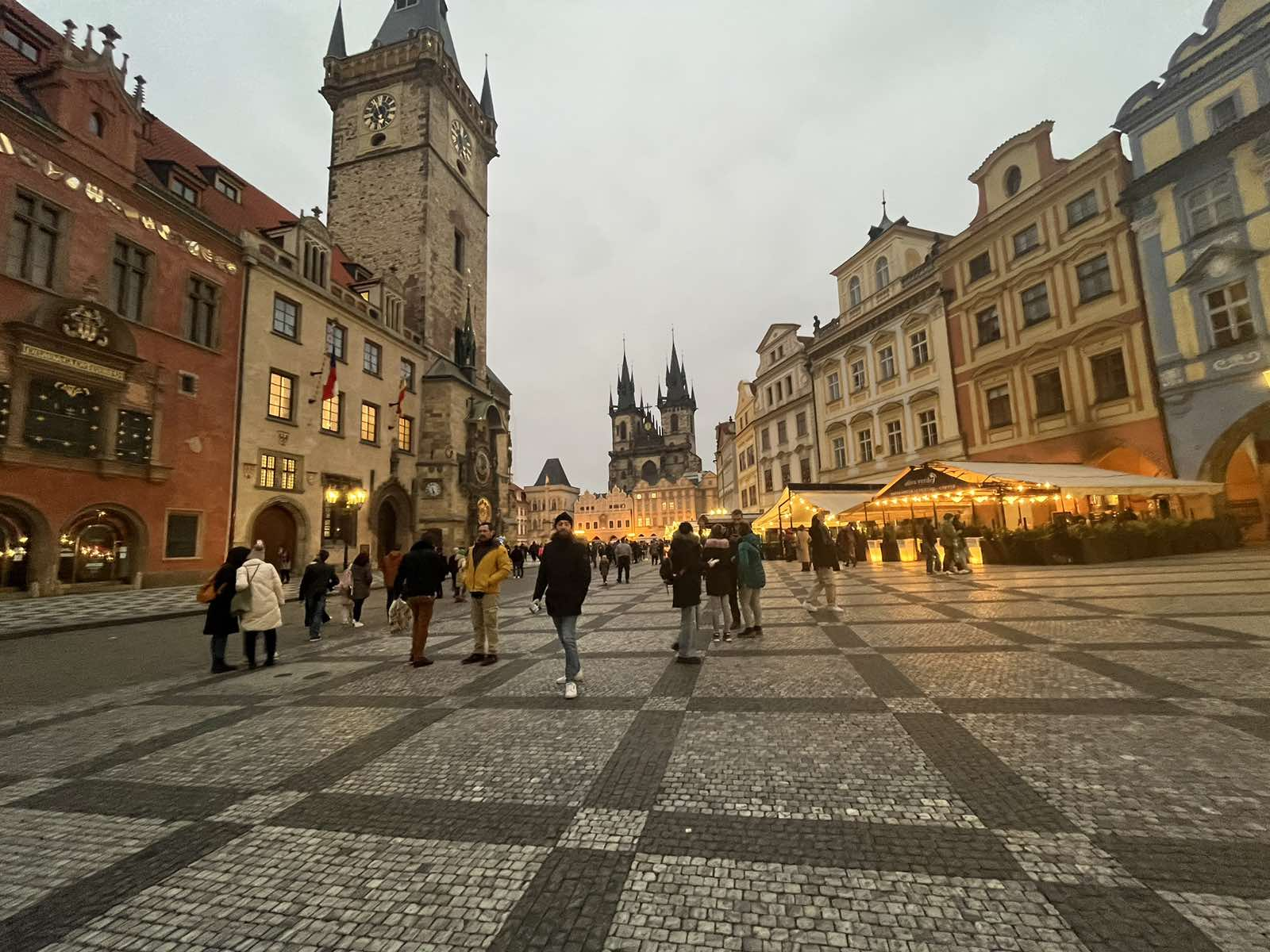
Вечірний вигляд біля площі
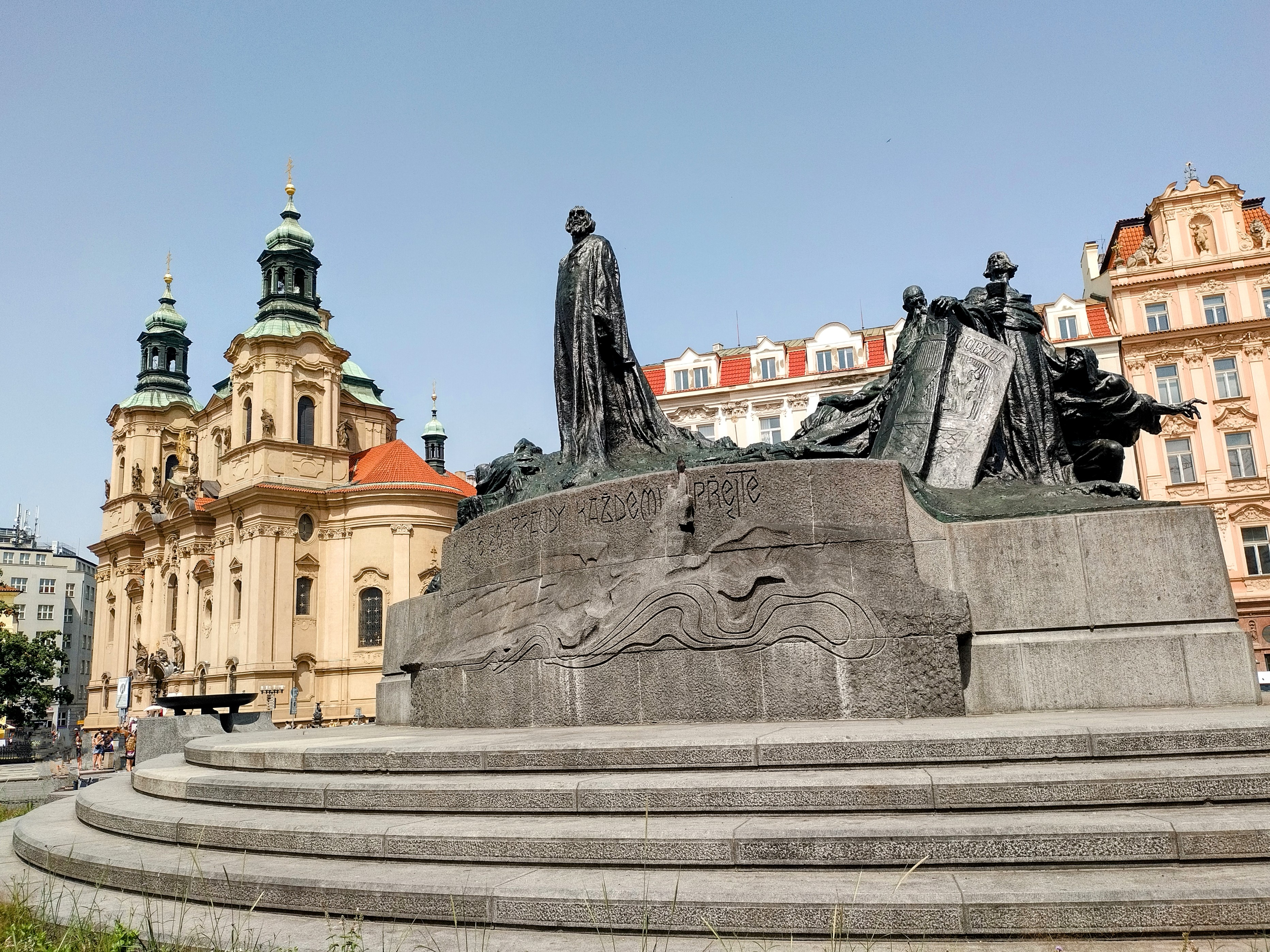
Меморіал Яну Гусу
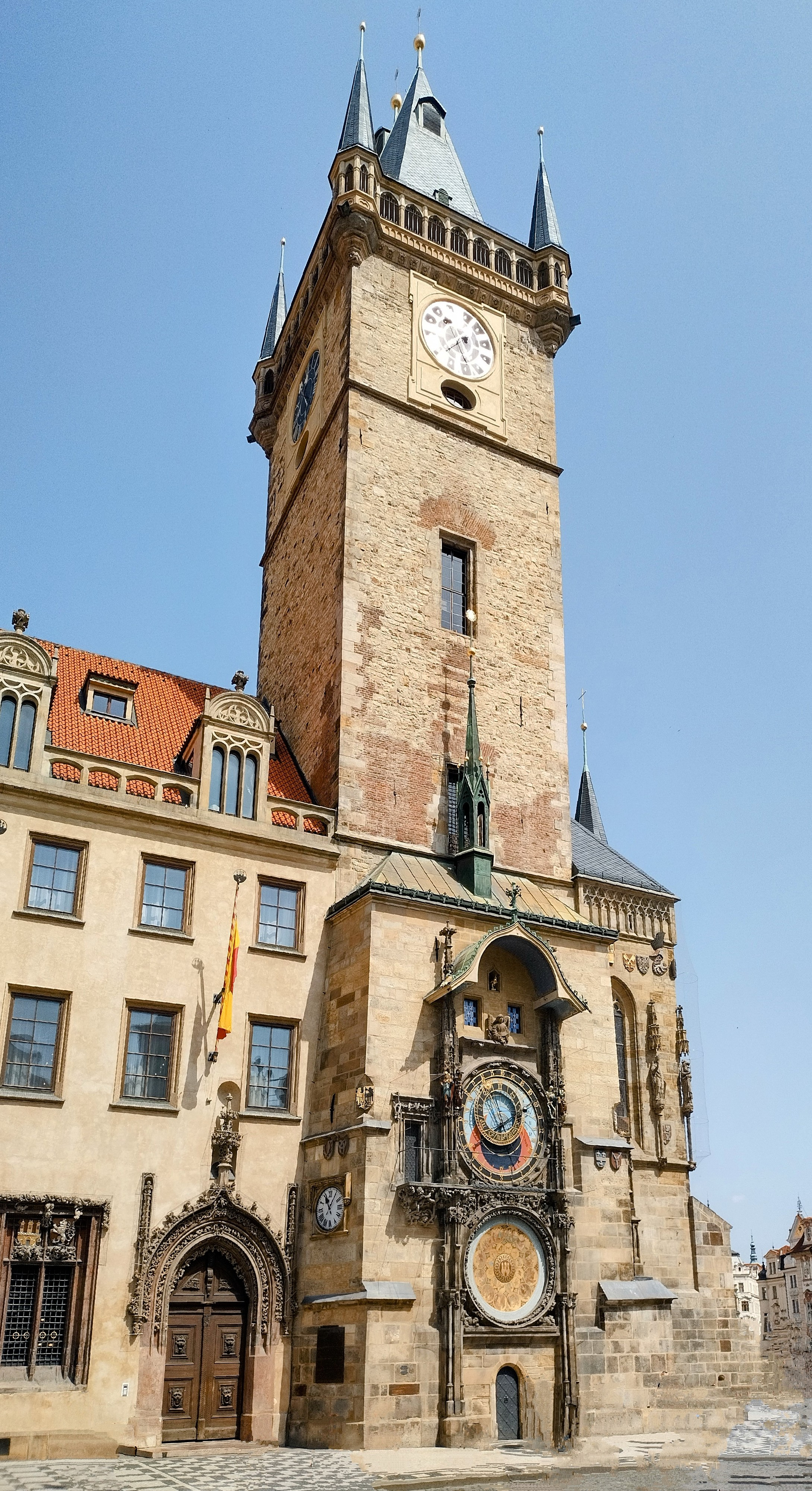
Староміський астрономічний годинник (Празький орлой)
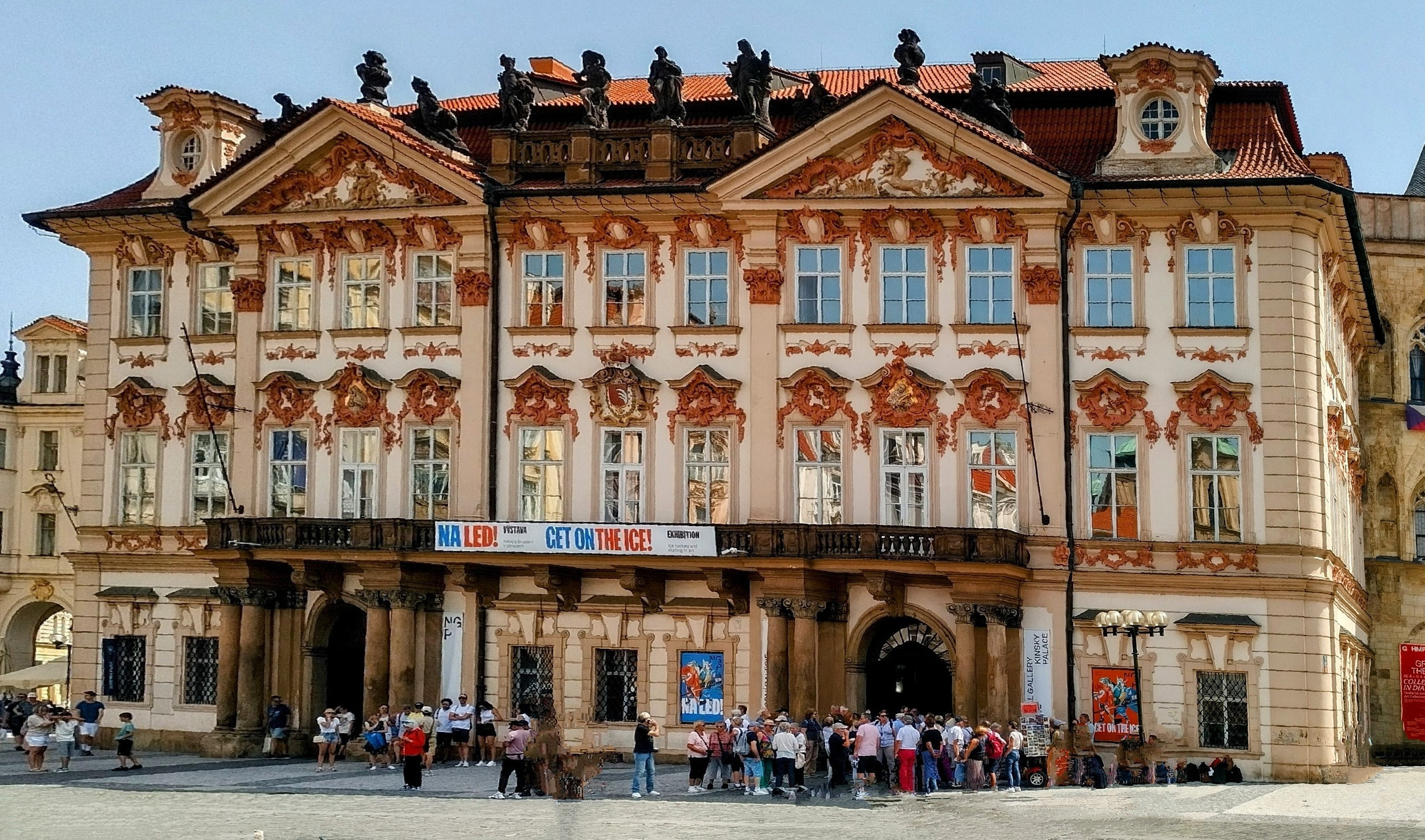
Палац Ґольц-Кінських